# László Mednyánszky
László József Boldizsár Euszták Mednyánszky (in slovacco: Ladislav Jozef Baltazár Eustach Medňanský, in latino Ladislaus Josephus Balthasar Eustachius Mednyánszky; Beckov, 23 aprile 1852 – Vienna, 17 aprile 1919) è stato un pittore ungherese.
Di origine aristocratica, ha trascorso gran parte della sua vita di artista viaggiando per l'Europa alternando lunghi periodi di isolamento, con altri in cui si mescolava con le persone di tutti i ceti sociali - nobili, artisti, contadini e soldati - molti dei quali divennero i soggetti dei suoi dipinti.
Le sue più importanti opere raffigurano paesaggi naturali, mendicanti e persone al lavoro, in particolare della sua regione d'origine.

## Biografia
Nacque a Beckov, nell'attuale Slovacchia, all'epoca parte del Regno d'Ungheria, da Eduard Mednyánszky e Maria Anna Mednyánszky (nata Szirmay), entrambi ricchi proprietari terrieri. Discendeva da una nobile famiglia con ascendenze slovacche, ungheresi e polacche. Una delle sue nonne, Eleonora Richer era di origine francese. La sua lingua madre era comunque l'ungherese e non è neanche sicuro sapesse parlare in slovacco.
Nel 1861 si trasferì con la famiglia a Strážky, nel castello di suo nonno, Baltazar Szirmay, vicino a Spišská Belá, nel nord-est della Slovacchia, dove trascorse l'adolescenza. Questi luoghi sarebbero diventati lo sfondo per molte sue opere.
Dopo gli studi superiori a Kežmarok, vicino a casa sua, Mednyánszky si iscrisse all'Accademia delle belle arti di Monaco di Baviera nel 1872-1873. Insoddisfatto di Monaco, si trasferì a Parigi per frequentare l'École des Beaux-Arts. Dopo la morte del suo professore, Isidore Pils, nel 1875, lasciò l'École e cominciò a dipingere in proprio a Montmartre.
Tornò a Strážky dopo il 1877 per continuare a dipingere, e successivamente viaggiò molto in Europa: prima in Alta Ungheria, sua terra natale, poi visitò Budapest, Vienna, Parigi. Nell'autunno del 1877 soggiornò a Szolnok, città che era punto di riferimento degli artisti ungheresi dell'epoca, in seguito fece un lungo viaggio in Italia dal 1878.
Negli anni successivi visse sempre tra Parigi e Strážky: continuò sempre a lavorare pur avendo esposto una sola volta nel 1897 presso la galleria di Georges Petit.
Negli anni tra il 1905 e il 1911 ha vissuto a Budapest, per poi trasferirsi a Vienna.
Allo scoppio della prima guerra mondiale, Mednyánszky era di nuovo a Budapest. Lavorò come corrispondente di guerra sulle linee austro-ungariche in Galizia, in Serbia e in Alto Adige e rimase gravemente ferito al fronte. Nella primavera del 1918 tornò a Strážky per riprendersi dalle ferite riportate in guerra, ma la sua salute non migliorò e dopo aver trascorso ancora qualche mese di lavoro a Budapest, morì nella primavera del 1919 a Vienna.

## L'opera
Le opere di Mednyánszky si riconoscono in gran parte nella tradizione impressionista, con influenze provenienti dal Simbolismo e dall'Art Nouveau. Le sue opere raffigurano scene di paesaggi naturali nelle diverse stagioni e suoi soggetti preferiti sono i poveri, i contadini e gli operai. Lo sfondo preferito delle sue opere sono i paesaggi della sua terra, la Slovacchia, dai Carpazi alla Grande pianura ungherese. Dipinse anche i ritratti di suoi parenti e amici, e di molti soldati mentre era corrispondente di guerra.
Molte sue opere sono attualmente esposte nella Galleria Nazionale Slovacca di Bratislava e al castello di Strážky, che è stato donato allo stato dalla nipote Margita Czóbel nel 1972 e oggi è sotto l'amministrazione della stessa Galleria Nazionale. Dal 1992 questo castello ospita un'esposizione permanente delle sue opere. 
Altre opere si trovano a Budapest  presso la Galleria Nazionale Ungherese. Un gran numero delle sue opere è tuttavia andato distrutto durante la seconda guerra mondiale.

## Galleria d'immagini

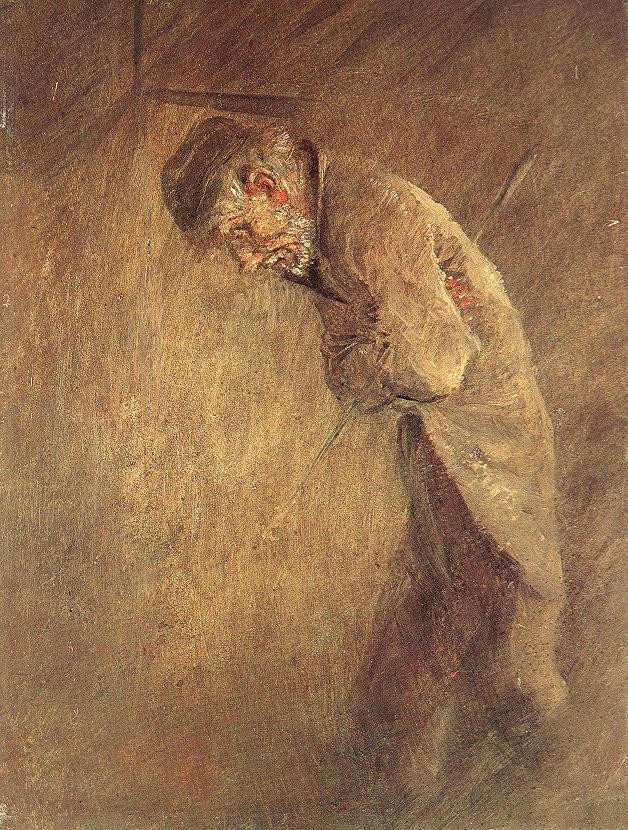
Vecchio Mendicante (ca 1880)
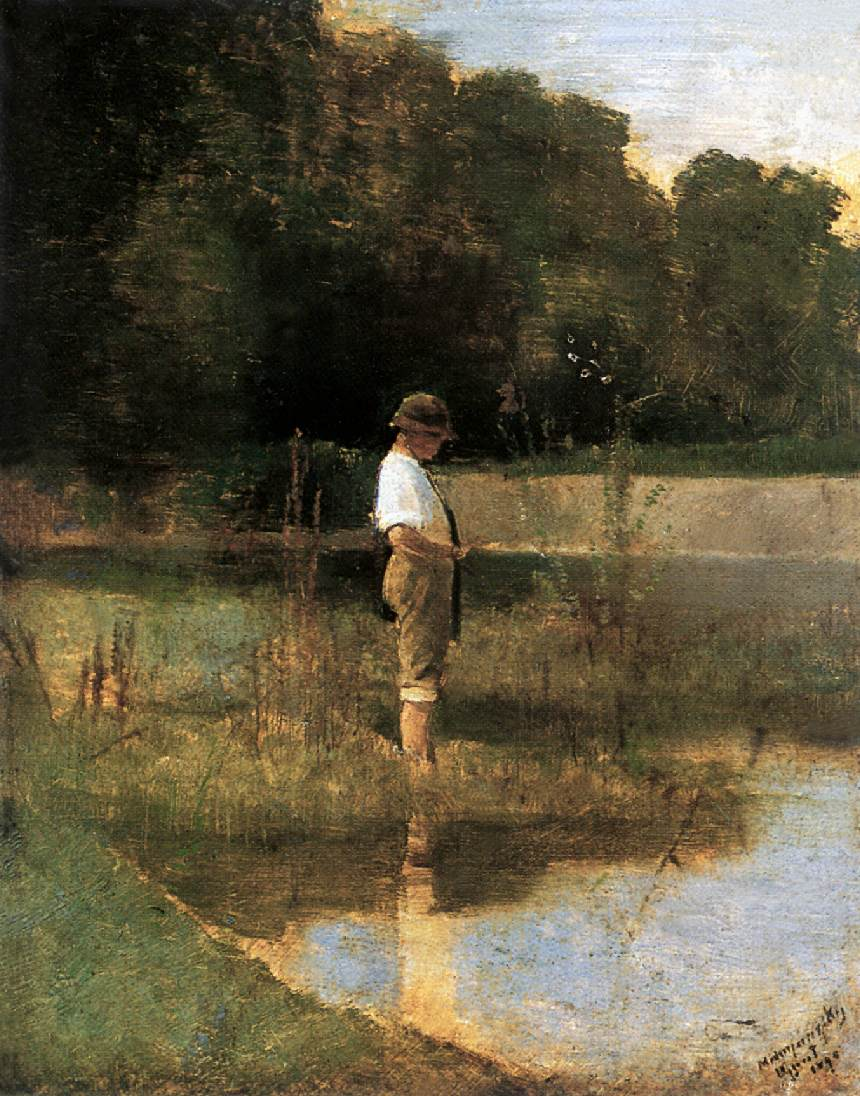
Pescatore (1890)
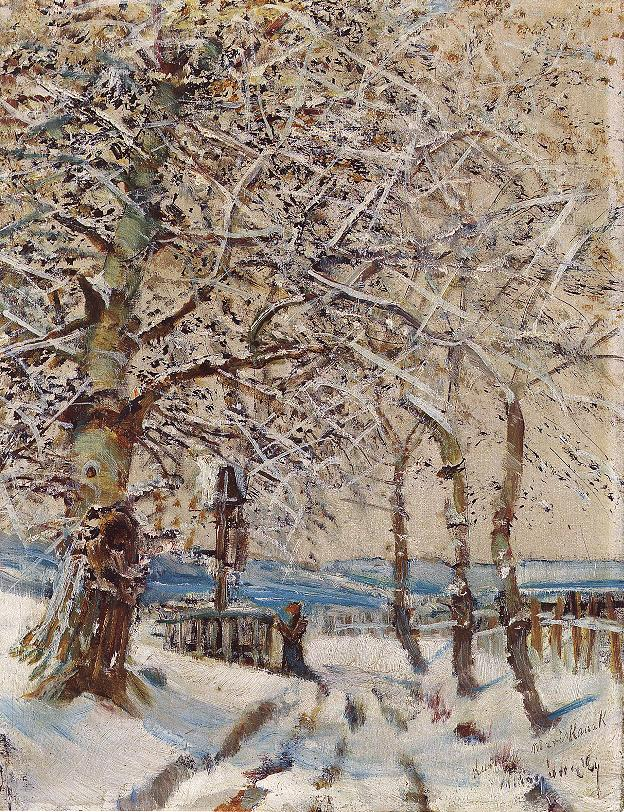
Alberi gelati (1892)
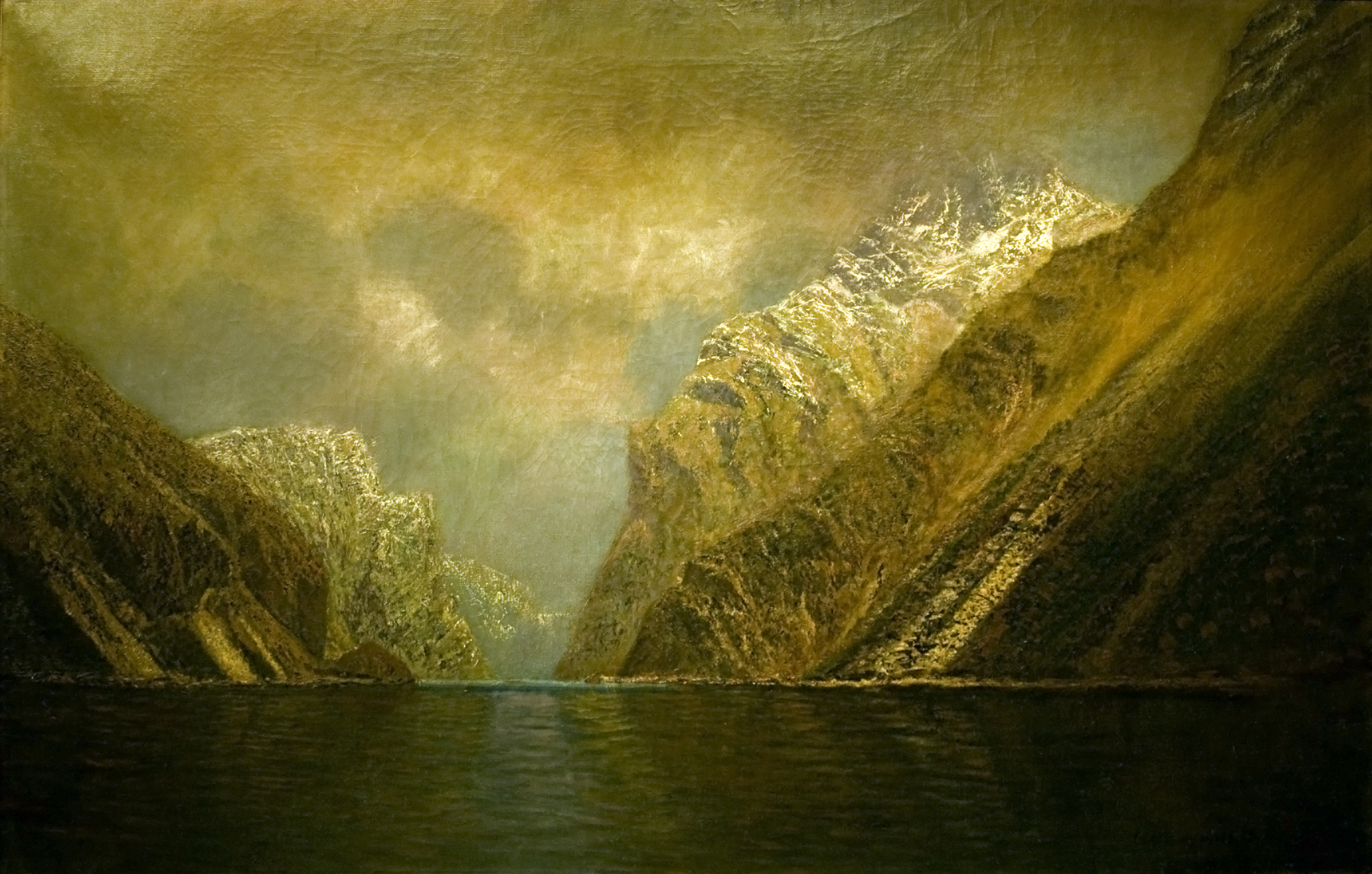
Porte di Ferro sul Danubio (1900)
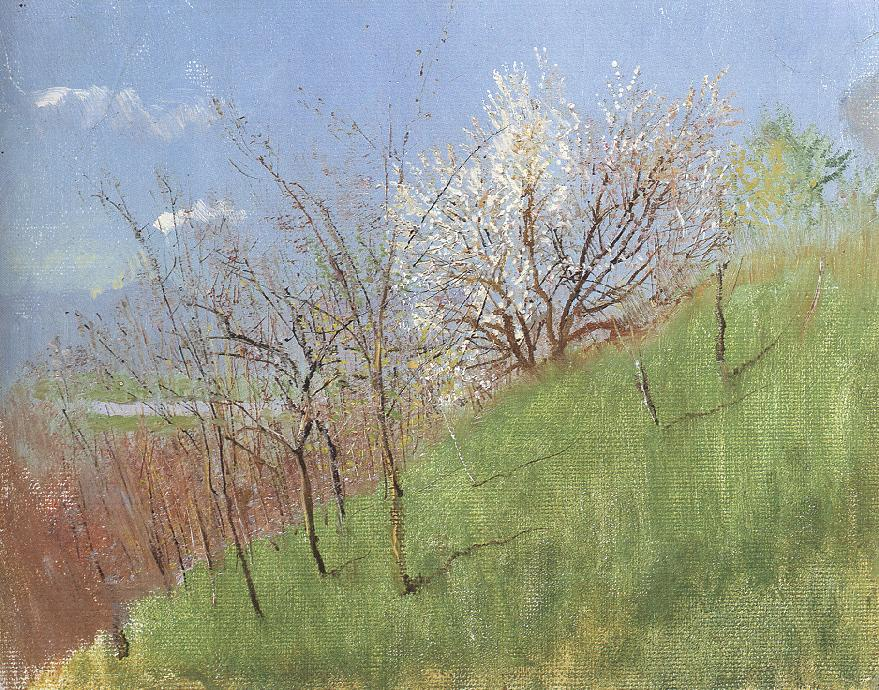
Colline a primavera (1903)
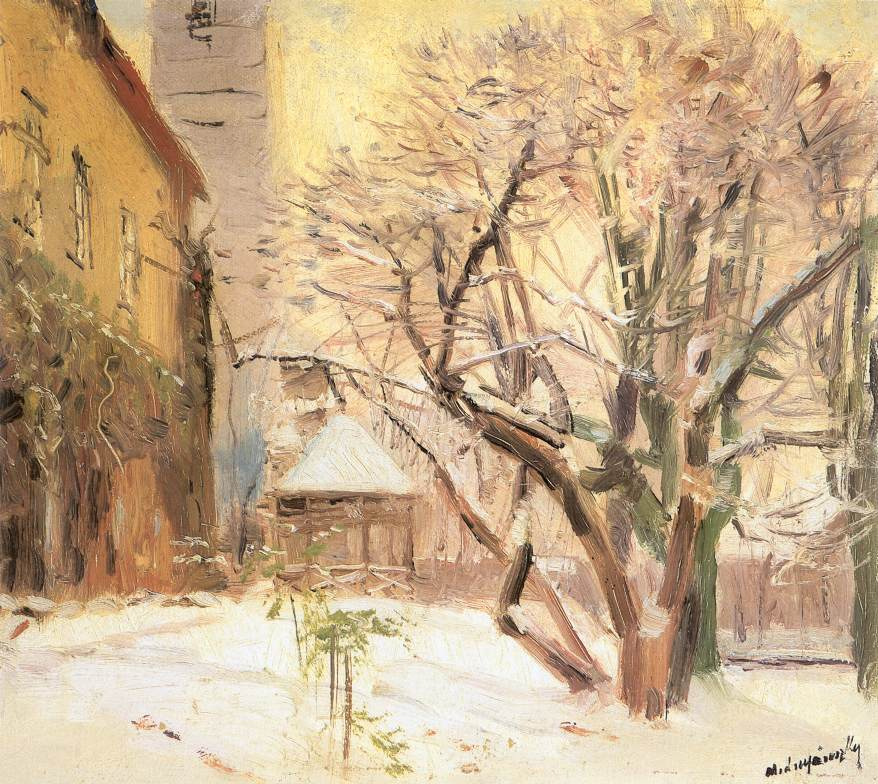
Cortile d'inverno (1910)
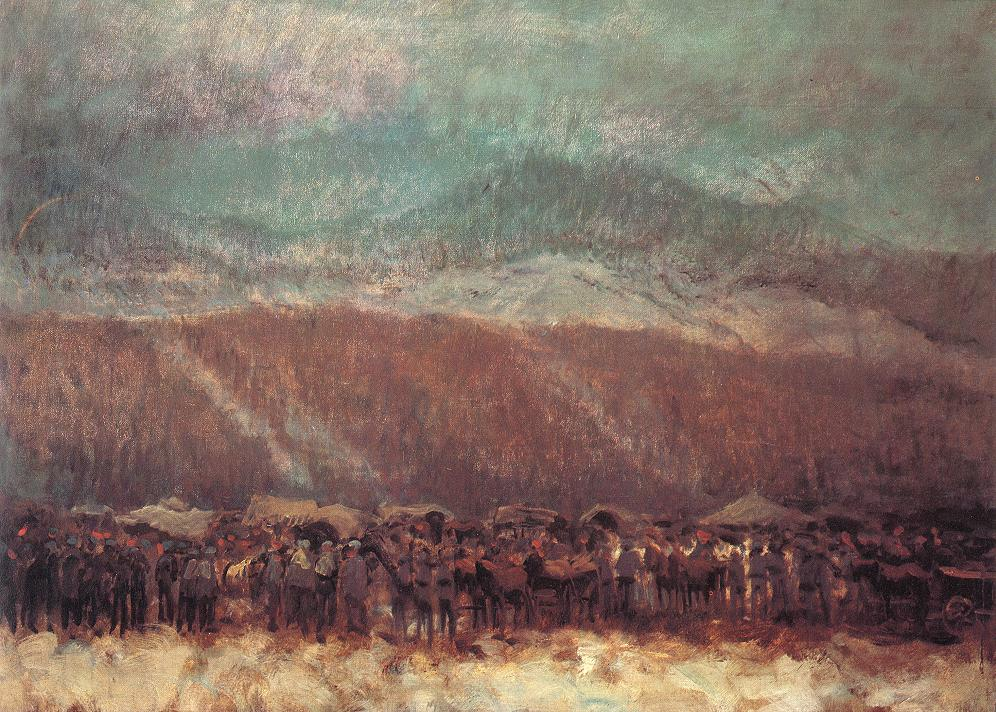
Accampamento
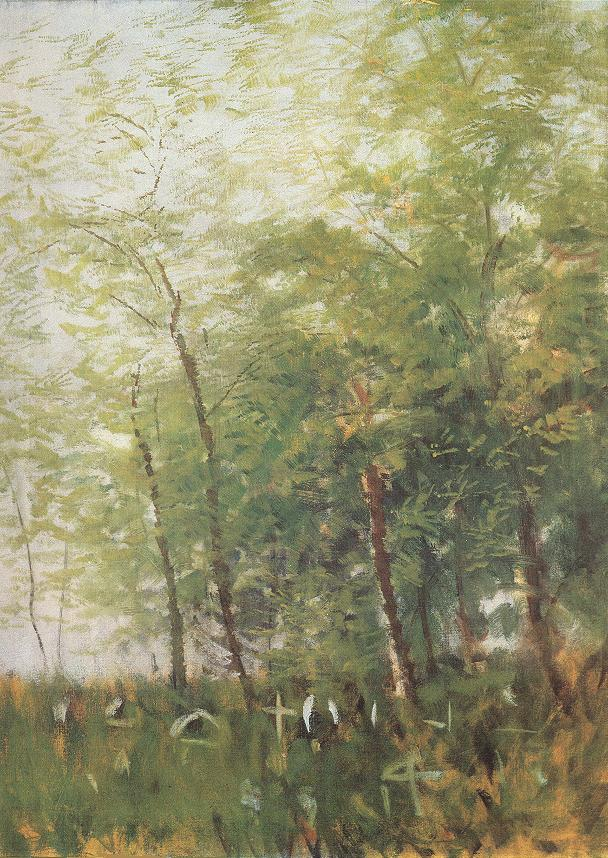
Foresta con le croci
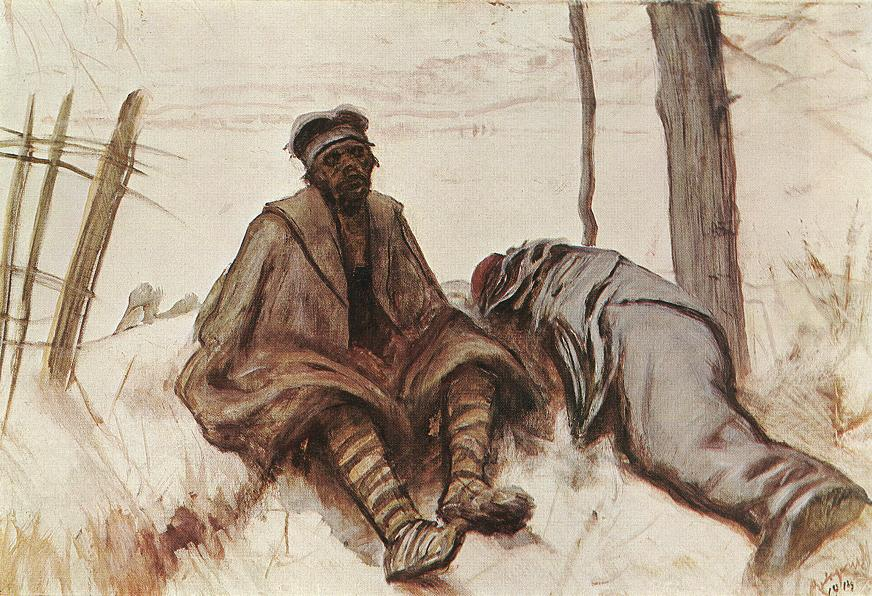
In Serbia (1914)
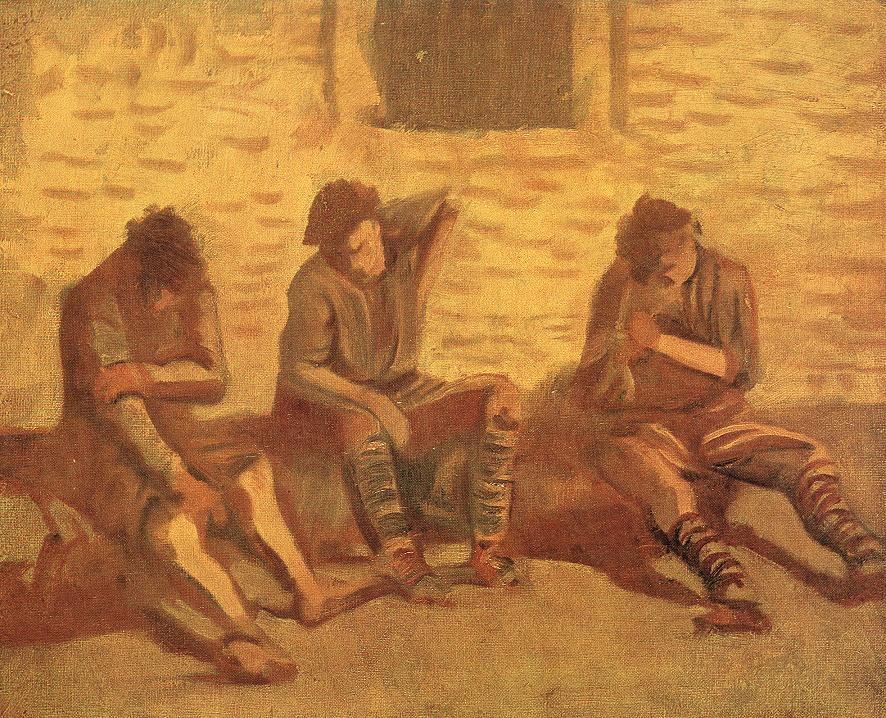
Cercando i pidocchi (ca 1915)
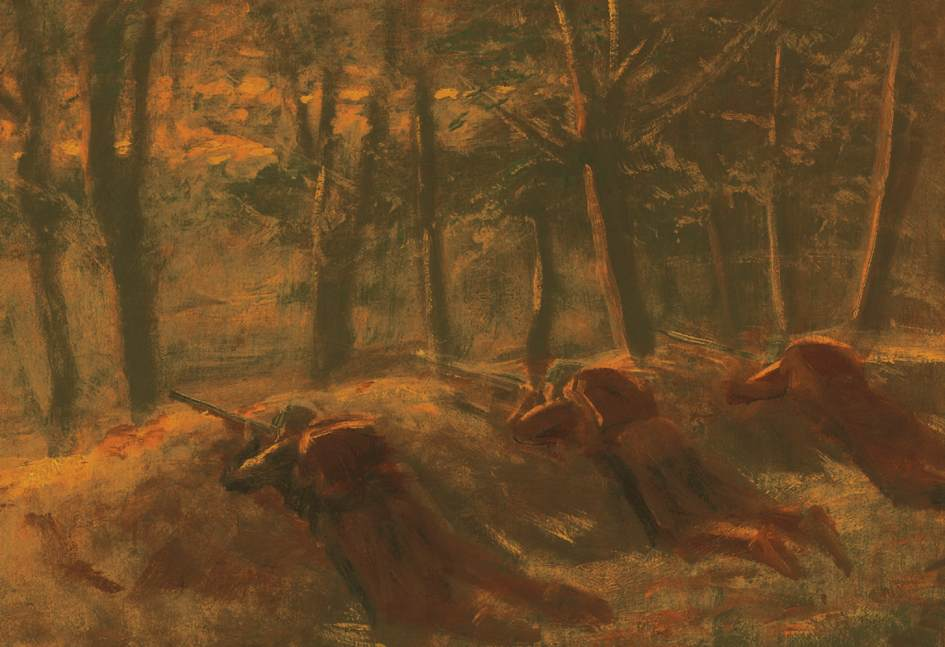
Soldati (ca.1914)
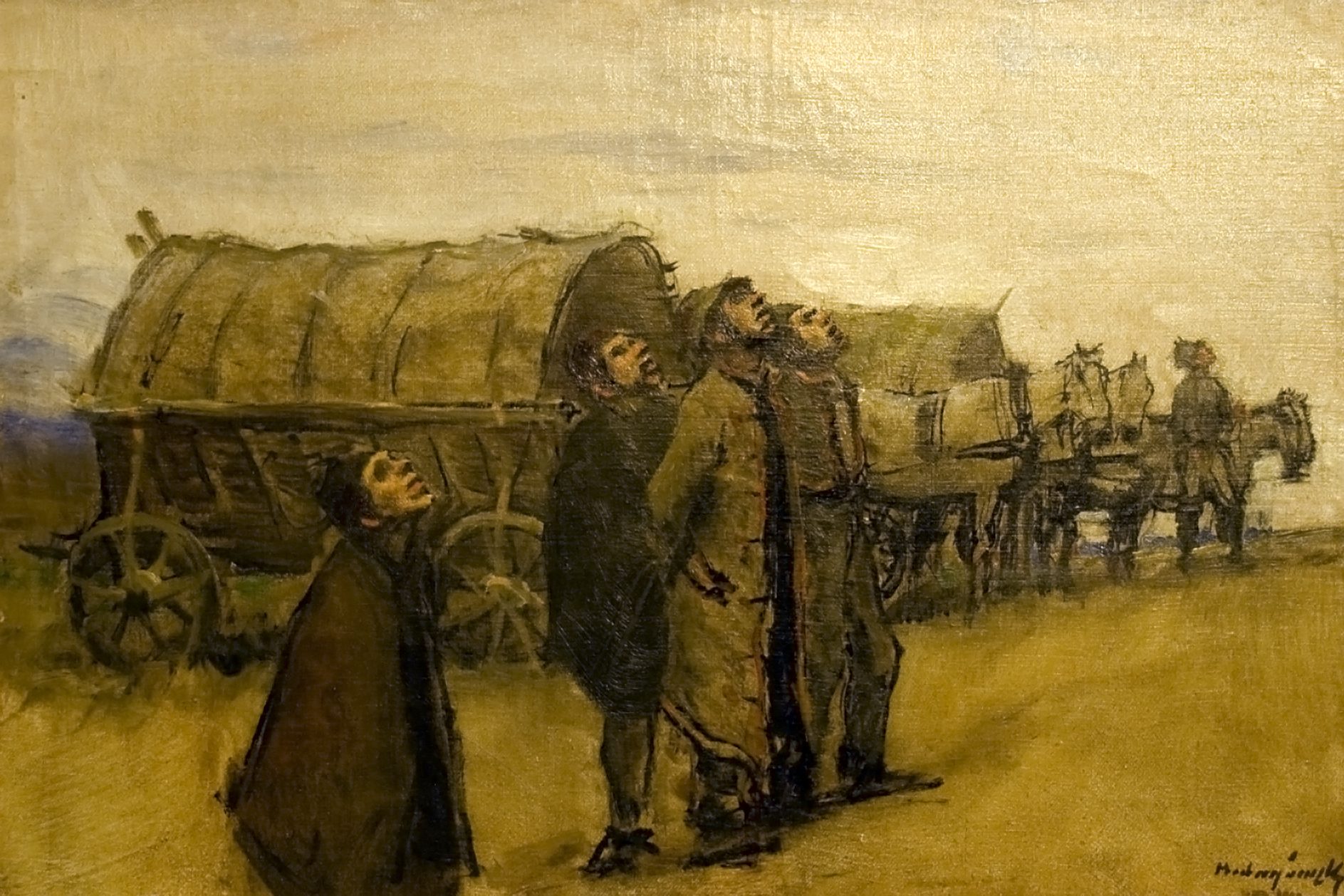
Attacco Aereo